# Salvator Rosa
Salvator Rosa (Arenella (Napels), 20 juni 1615 - Rome, 15 maart 1673) was een invloedrijke Italiaans kunstenaar uit de periode van de barok en een vertegenwoordiger van de Napolitaanse School. Rosa was in de eerste plaats schilder, maar daarnaast ook actief als grafisch kunstenaar, dichter, acteur en musicus.

## Biografie
De opleiding van Rosa begon in Napels onder begeleiding van Francesco Fracanzano en zijn vroege werken lijken te zijn beïnvloed door José de Ribera en Aniello Falcone. Na bezoeken aan Rome werkte Rosa enige tijd in Florence en omgeving om later weer terug te keren naar Rome waar hij uiteindelijk ook kwam te overlijden. Naast conventionele thema's als landschappen, portretten en oorlog scenes richtte hij zich ook tot afbeeldingen rondom hekserij.
Met zijn schilderijen werd Rosa een belangrijke inspiratiebron voor schilders uit de Romantiek van de  18e en 19e eeuw.

## Erkenning
In 1874 ging de opera seria Salvator Rosa in premiere, gecomponeerd door Antônio Carlos Gomes met een libretto van Antonio Ghislanzoni.

## Galerij

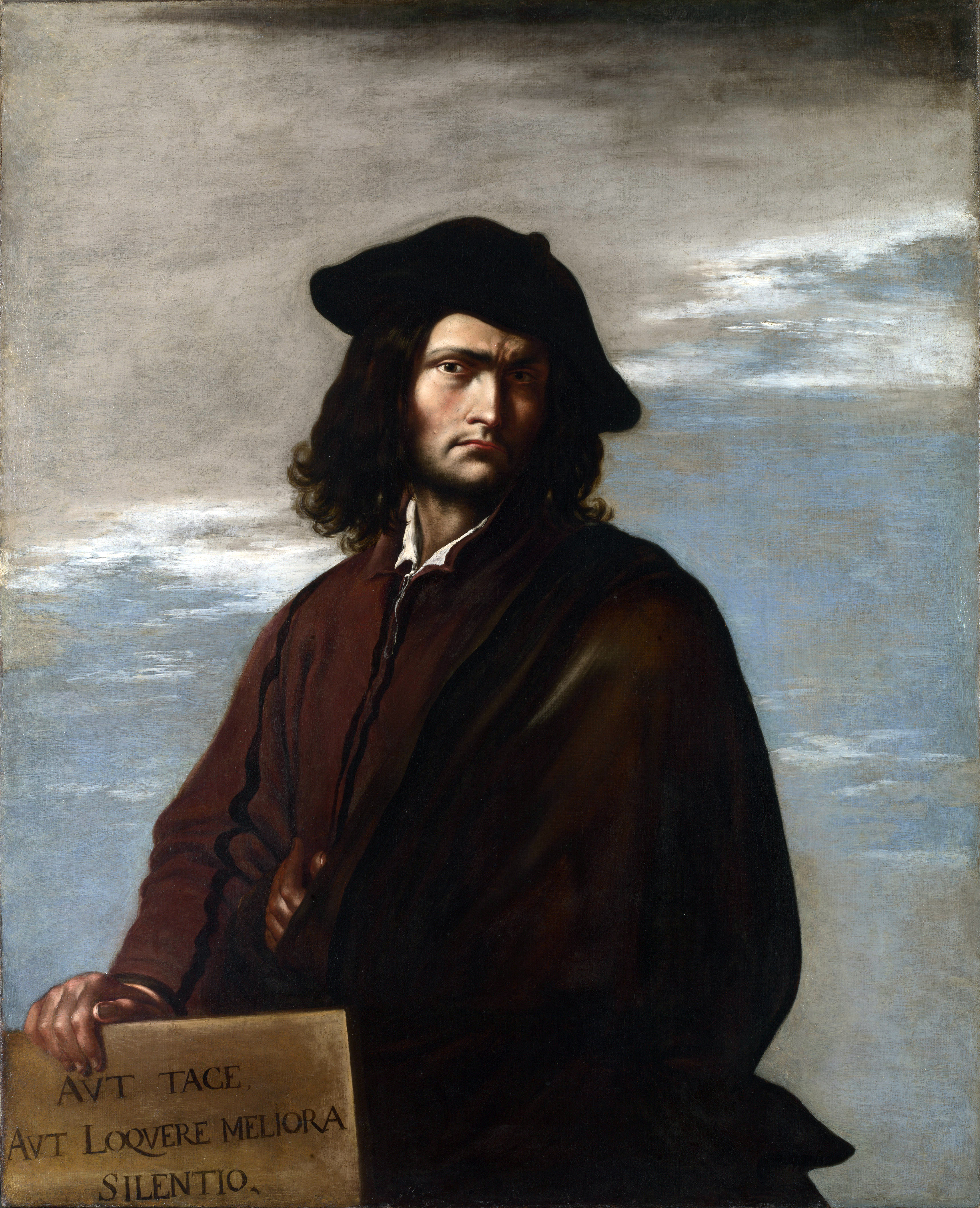
Zelfportret van Salvator Rosa (1640), 116 × 94 cm, olieverf op doek, National Gallery (Londen). Het Latijnse opschrift op de plaquette (Aut tace aut loquere meliora silentio) laat zich vertalen als: Zwijg, tenzij je uitlatingen beter zijn dan stilte
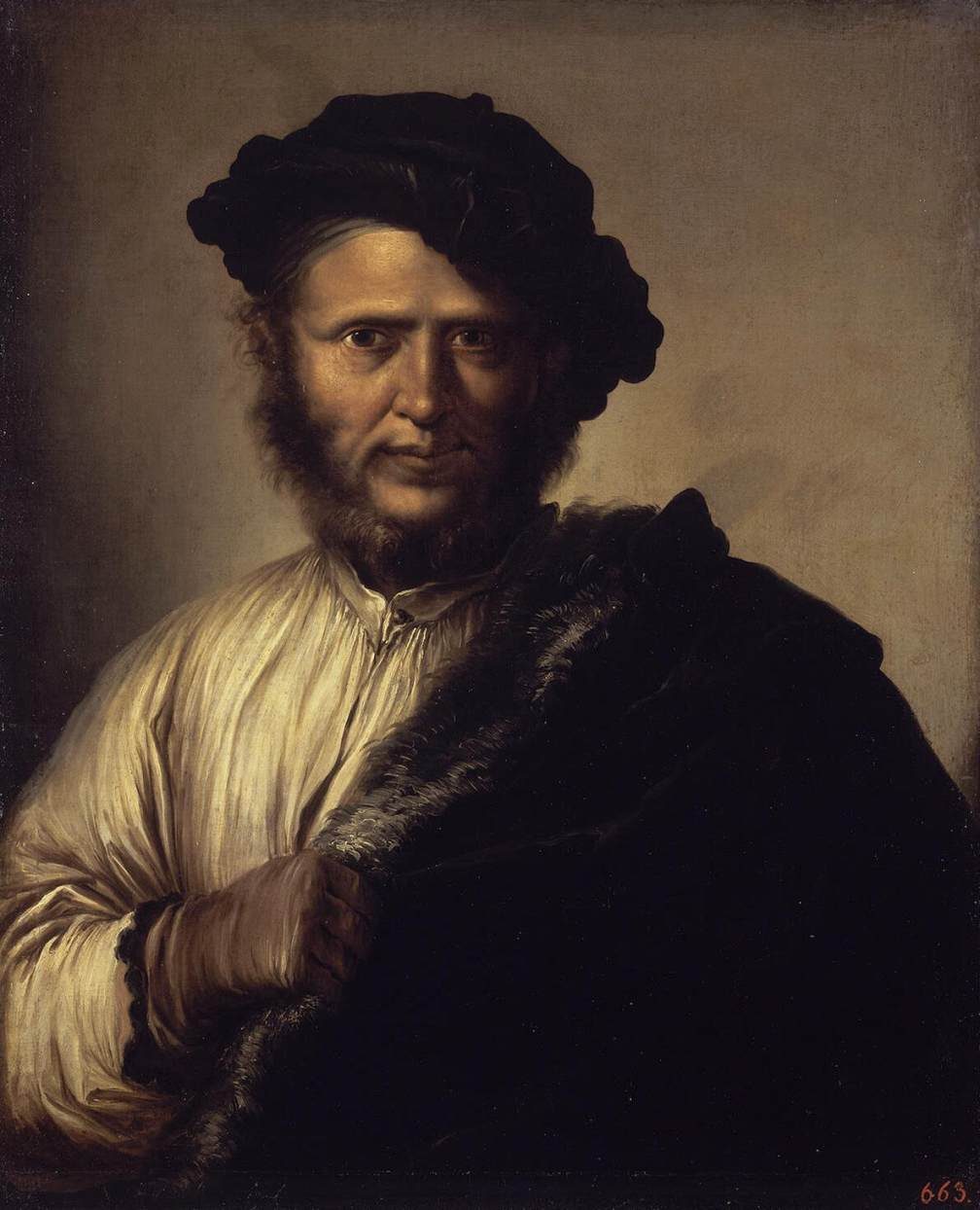
Portret van een man
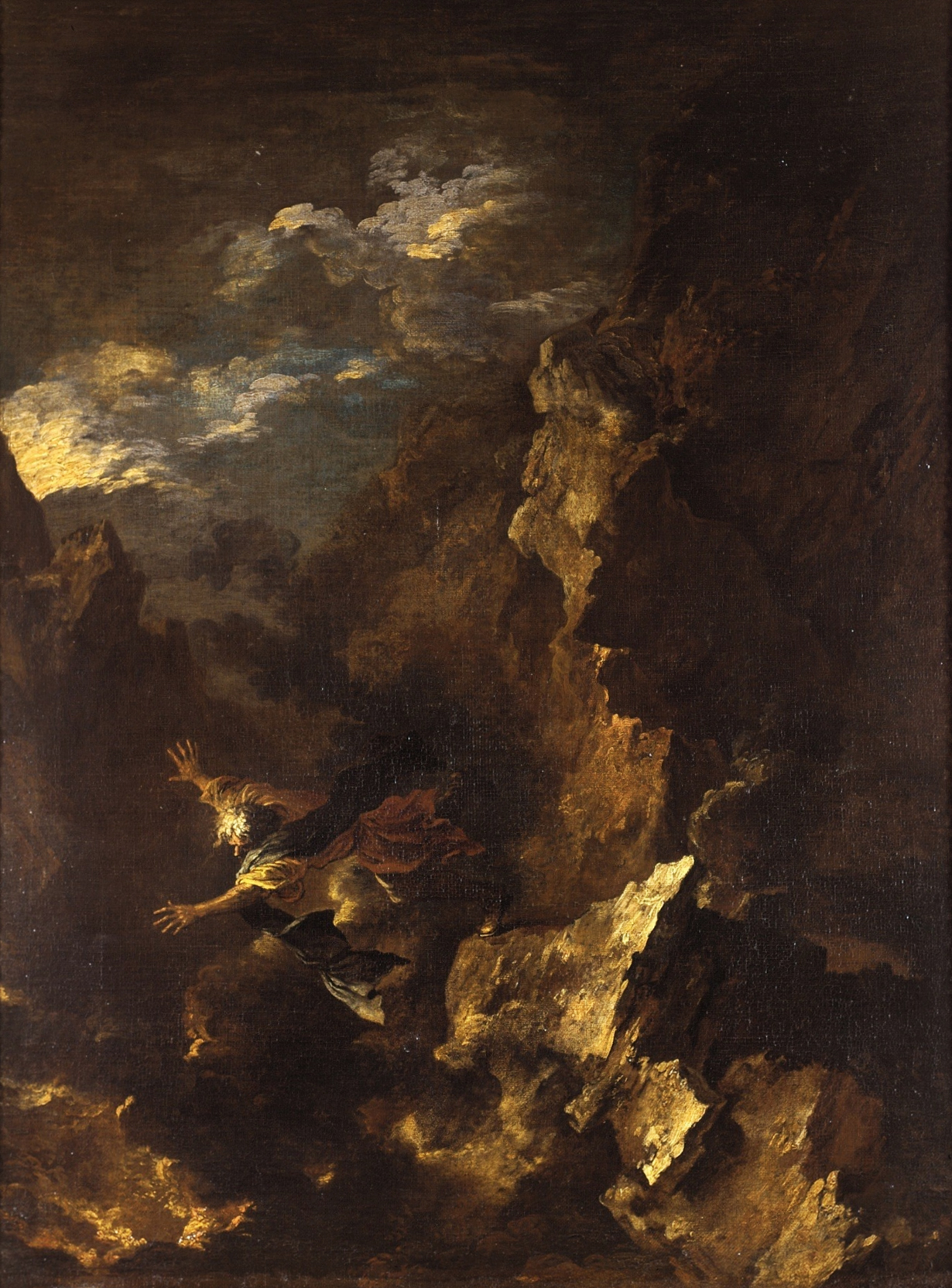
The Death of Empedocles, depicting the legendary alleged suicide of Empedocles jumping into Mount Etna in Sicilië
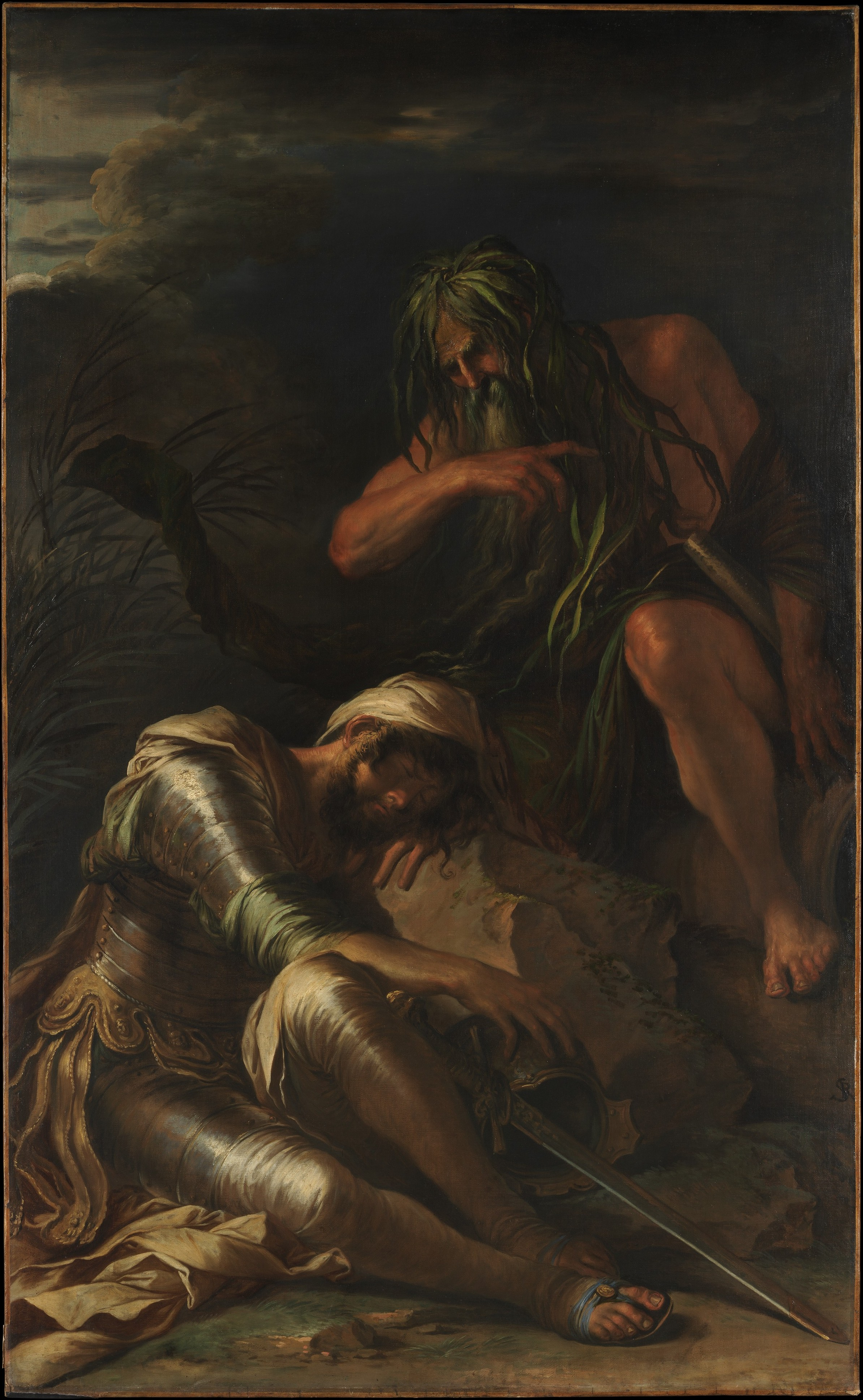
The Dream of Aeneas, 1660–65, Metropolitan Museum of Art
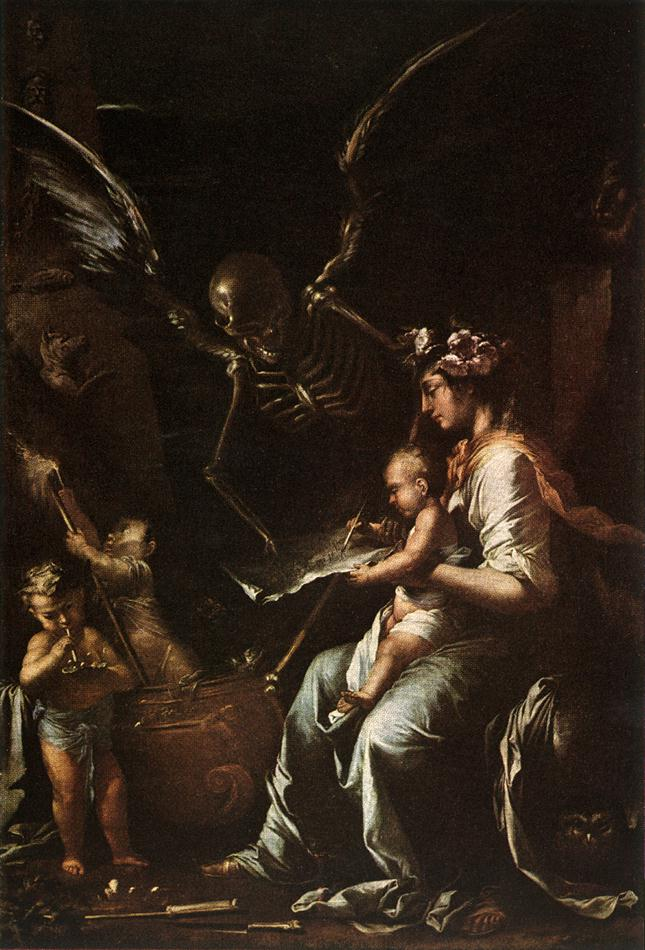
De menselijke broosheid (ca. 1650), geschilderd na een pestepidemie die de zoon, broer en zus van de schilder het leven had gekost.